# Aizawa Mai
Aizawa Mai (相澤 舞衣, sinh ngày 10 tháng 9 năm 1980) là một cựu cầu thủ bóng đá nữ người Nhật Bản.

## Đội tuyển bóng đá nữ quốc gia Nhật Bản
Aizawa Mai thi đấu cho đội tuyển bóng đá nữ quốc gia Nhật Bản từ năm 1999 đến 2002.

## Thống kê sự nghiệp
| Nhật Bản  | Nhật Bản | Nhật Bản |
| Năm       | Trận     | Bàn      |
| --------- | -------- | -------- |
| 1999      | 3        | 4        |
| 2000      | 0        | 0        |
| 2001      | 0        | 0        |
| 2002      | 2        | 0        |
| Tổng cộng | 5        | 4        |